# Alina Eremia
Alina Eremia (Buftea, 15 de diciembre de 1993) es una cantante y actriz rumana. Alina representó a Rumania en el Festival de Eurovisión Junior 2005, donde alcanzó el 5.º puesto.
Alina Eremia comenzó en 1997 a publicar Abracadabra. También actuó en Pariu Cu Viata  una serie musical rumana, que se estrenó el 12 de septiembre de 2011, en el canal de televisión ProTV. Interpretó el personaje principal, Ioana Popa, que canta en la banda de La-la band, integrada por 20 jóvenes.
Ganó el segundo premio en 2009, el International Pop Music Festival "George Gregoriou".

## Premios
| Año  | País                 | Contest                                                                     | Premio                           |
| ---- | -------------------- | --------------------------------------------------------------------------- | -------------------------------- |
| 1997 | Rumanía              | Abracadabra                                                                 | el tercer lugar                  |
| 1998 | Rumania              | Land brownie                                                                | el segundo lugar                 |
| 1999 | Rumania              | Tip Top Minitop                                                             | lugar                            |
| 2001 | Rumania              | Estrellas lluvia                                                            | Participante                     |
| 2002 | Rumania              | Festival Internacional de Música para Niños "Ti Amo"                        | el segundo lugar                 |
| 2003 | Egipto               | Festival de la Canción Internacional para los Niños del Nilo                | Finalista                        |
| 2003 | Rumania              | Niños Music Festival "Oso de Oro"                                           | lugar                            |
| 2003 | Rumania              | Festival Internacional de Música para Niños "Ti Amo"                        | lugar                            |
| 2003 | Rumania              | Niños Music Festival "Golden Dolphin"                                       | lugar                            |
| 2003 | Rumania              | concurso nacional de música para niños "El azufre estrellas"                | lugar                            |
| 2003 | Rumania              | Festival Nacional de Música de "Flores de hielo" Niños                      | lugar                            |
| 2004 | Rumania              | competencia internacional de música para niños y adolescentes "Golden Star" | popularidad premio               |
| 2005 | Egipto               | Festival de la Canción Internacional para los Niños del Nilo                | Premio Especial del Jurado       |
| 2005 | Bosnia y Herzegovina | Festival Internacional de Música para Niños "Djurdjevdanski"                | lugar                            |
| 2005 | Bielorrusia          | festival de arte "Slavianska Bazaar"                                        | III en lugar                     |
| 2005 | Rumania              | Festival Nacional de creación e interpretación "Mamaia niños"               | el segundo lugar                 |
| 2005 | Malta                | Golden Cross                                                                | lugar                            |
| 2005 | Bélgica              | Junior Eurovision Song Contest 2005                                         | donde V                          |
| 2007 | Rumania              | Premios "Radio Rumanía"                                                     | Radio Rumania Noticias Jr Premio |
| 2008 | Rumania              | Premios "Radio Rumanía"                                                     | Radio Rumania Noticias Jr Premio |
| 2009 | Rumania              | International Music Festival "George Gregoriou"                             | el segundo lugar                 |

- Datos: Q2684285
- Multimedia: Alina Eremia / Q2684285